# أكاديمية الشعر العربي
أكاديمية الشعر العربي هي مؤسسة ثقافية متخصصة في إثراء وتنمية كل ما يخص الشعر العربي، ومقرها مدينة الطائف في المملكة العربية السعودية، تأسست في أغسطس 2016م، ويرأس مجلس أمناء الأكاديمية الشاعر الأمير خالد الفيصل. ترصد الأكاديمية مبلغ مليون ريال جوائز سنوية للمتميزين من الشعراء العرب في مختلف الفنون الشعرية من خلال جائزة الأمير عبد الله الفيصل للشعر العربي.

## أهداف الأكاديمية
تهدف أكاديمية الشعر العربي من خلال أنشطتها إلى دعم دراسات الشعر العربي التاريخية والمعاصرة ونشرها، وتأهيل أصحاب المواهب الشعرية والنقدية وتطوير قدراتهم، ودعم الشعراء والنقاد العرب وتكريم المتميزين منهم، إضافة إلى عقد المؤتمرات والمنتديات والندوات والمحاضرات المتخصصة في الشعر العربي، وإصدار التقارير السنوية عن الحركة الحالية للشعر العربي، والمساهمة في كل ما يساعد على نشر الثقافة الشعرية وتوثيقها علميا.

## مقر الأكاديمية
تقع الأكاديمية في ساحة قصر الملك سعود التاريخي بالطائف على مساحة 3136 متر مربع، وتضم قاعات لإقامة المحاضرات والندوات والأمسيات الشعرية والنقدية، والحوارات الأدبية، وورش العمل المتخصصة، إضافة إلى مكتبة بصرية وصوتية تضم مجموعة من الأعمال الشعرية العربية.

## جائزة الأمير عبد الله الفيصل للشعر العربي
هي جائزة عالمية تُمنح للشعراء العرب لتحفيز وتنمية الإبداع الشعري، وتغطي ثلاثة أفرع وهي الشعر العربي بجائزة مقدارها نصف مليون ريال، وفرع الشعر العربي المسرحي وتبلغ قيمة الجائزة 300 ألف ريال، والشعر المغنى وجائزته 200 ألف ريال، يتم الإعلان عن الفائزين في 21 مارس الموافق لليوم العالمي للشعر.